# Bernardia simplex
Bernardia simplex är en törelväxtart som beskrevs av Robert Hippolyte Chodat och Emil Hassler. Bernardia simplex ingår i släktet Bernardia och familjen törelväxter.
Artens utbredningsområde är Paraguay. Inga underarter finns listade i Catalogue of Life.